# Itaquara
Itaquara là một đô thị thuộc bang Bahia, Brasil. Đô thị này có diện tích 296,896 km², dân số năm 2007 là 7097 người, mật độ 23,9 người/km².